# Haplomitrium andinum
Haplomitrium andinum là một loài Rêu trong họ Haplomitriaceae. Loài này được (Spruce) R.M. Schust. mô tả khoa học đầu tiên năm 1963.